# Helina chaetopyga
Helina chaetopyga är en tvåvingeart som först beskrevs av Malloch 1921.  Helina chaetopyga ingår i släktet Helina och familjen husflugor. Inga underarter finns listade i Catalogue of Life.